# 宮城県の観光地

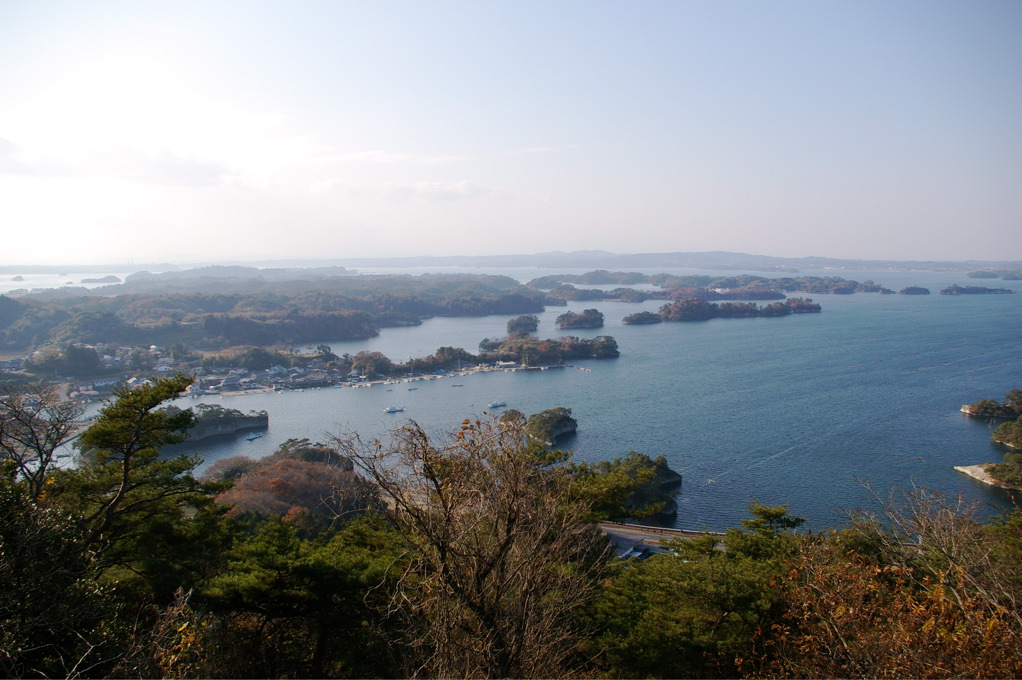
日本三景 松島

宮城県の観光地（みやぎけんのかんこうち）は、宮城県内の主要な観光地等に関する項目である。

## 対象別

### 文化財等

#### 国宝建築
- 瑞巌寺 - 庫裏及び廊下、本堂（元方丈）
- 大崎八幡宮 - 本殿

- 瑞巌寺庫裏
- 瑞巌寺本堂
- 大崎八幡宮拝殿

#### 国の名勝
- 松島（塩竈市・七ヶ浜町・利府町・松島町・東松島市）
- 秋保大滝（仙台市太白区）
- 磐司（仙台市太白区）
- 旧有備館および庭園（大崎市）
- 齋藤氏庭園（石巻市）
- 煙雲館庭園（気仙沼市）

- 秋保大滝
- 磐司
- 旧有備館および庭園
- 煙雲館庭園

#### 重要伝統的建造物群保存地区
- 村田(村田町)

- 村田

#### 特別天然記念物
- 鬼首の雌釜および雄釜間歇温泉

#### 重要文化財・史跡等
特別史跡
- 多賀城跡 附 寺跡

- 多賀城
（国の特別史跡）
- 鹽竈神社社殿群
（重要文化財）
- 賀茂神社本殿
（宮城県指定文化財）

#### 文化施設
博物館・美術館
水族館
- 仙台うみの杜水族館
- アクアテラス錦ヶ丘

- 東北歴史博物館
- 石ノ森萬画館
- 宮城県美術館
- 仙台うみの杜水族館

#### その他
- 大崎耕土の巧みな水管理による水田農業システム(世界農業遺産)

### 公園等

#### 国立・国定・国営公園
- 国立公園
  - 三陸復興国立公園
- 国定公園
  - 蔵王国定公園
  - 栗駒国定公園
- 国営公園
  - 国営みちのく杜の湖畔公園

- 三陸復興国立公園
（巨釜）
- 蔵王国定公園
（御釜）
- 栗駒国定公園
（鳴子峡）
- 国営みちのく杜の湖畔公園

#### ラムサール条約登録地域
- 伊豆沼・内沼
- 蕪栗沼・周辺水田
- 化女沼

- 化女沼
- 蕪栗沼

#### 県立自然公園
- 阿武隈渓谷県立自然公園
- 県立自然公園松島
- 県立自然公園旭山
- 県立自然公園船形連峰
- 硯上山万石浦県立自然公園
- 蔵王高原県立自然公園
- 県立自然公園二口峡谷
- 県立自然公園気仙沼

- 蔵王高原県立自然公園
- 県立自然公園二口峡谷
- 硯上山万石浦県立自然公園

#### 県立都市公園
- 岩沼海浜緑地
- 宮城県総合運動公園（宮城郡利府町 宮城県が所有）
- 県民の森（宮城郡利府町）
- 宮城野原公園総合運動場（仙台市、県立）
- 勾当台公園（仙台市、県立。日本の歴史公園100選）
- 加瀬沼公園（「モリリン加瀬沼公園」）（利府町）

- 宮城県総合運動公園
- 勾当台公園
- 加瀬沼公園

#### 大型公園・動物園・植物園・遊園地
大型公園
庭園
- 旧東北帝国大学医学部中庭（仙台市）
- 東北地方にある日本庭園の一覧#宮城県
- せんだい農業園芸センター（仙台市若林区　バラ園他）
- 女川原子力PRセンター内バラ園（女川町）
- やくらいガーデン（加美郡加美町）
- 円通院バラ園（宮城郡松島町）
- おっとちグリーンステーション・バラハウス（登米市）

動物園・植物園・遊園地
- 仙台市八木山動物公園
- 宮城蔵王キツネ村
- 仙台市野草園
- 東北大学学術資源研究公開センター植物園
- 八木山ベニーランド
- チャチャワールドいしこし

- 青葉山公園
- 船岡城址公園
- 仙台市八木山動物公園
- 八木山ベニーランド

#### 恋人の聖地
- 湯神が守る恋／作並温泉郷
- 覗橋 ♡ハート

- 作並温泉郷
- 楽天生命パーク宮城

### 祭事・行事等
- 仙台七夕（仙台市）
- SENDAI光のページェント（仙台市）
- 定禅寺ストリートジャズフェスティバル（仙台市）
- 仙台初売り（仙台市ほか）
- 雄勝法印神楽（石巻市）（重要無形民俗文化財）
- 石巻川開き祭り（石巻市）
- 塩竈みなと祭（塩竈市）

- 仙台七夕
- SENDAI光のページェント
- 定禅寺ストリートジャズフェスティバル
- 仙台初売り

## 地域別

### 仙台都市圏
- 仙台市
  - 青葉区 - 仙台城跡、宮城峡蒸溜所、瑞鳳殿、仙台朝市、大崎八幡宮、定禅寺通、仙台駅、勾当台公園、仙台東照宮、宮城県美術館、錦ケ丘ヒルサイドモール（アクアテラス錦ヶ丘など）、せんだいメディアテーク、宮城縣護國神社、定義如来、青葉神社、鳳鳴四十八滝、広瀬川、仙台市天文台、エスパル仙台、作並温泉、仙台市科学館、仙台市博物館、晩翠草堂、仙台国際センター、青葉山公園、壱弐参横丁、西公園、三瀧山不動院、東京エレクトロンホール宮城、仙台文学館、アエル展望テラス、一番町、どんと祭、青葉まつり、仙台七夕まつり、定禅寺ストリートジャズフェスティバル、みちのくYOSAKOIまつり、SENDAI光のページェント、仙台七夕花火祭、仙台鍋まつり、仙台祭
  - 宮城野区 - 仙台うみの杜水族館、仙台アンパンマンこどもミュージアム&モール、キリンビール仙台工場、三井アウトレットパーク 仙台港、楽天モバイルパーク宮城、仙台市歴史民俗資料館、榴岡公園、仙台サンプラザホール、榴岡天満宮
  - 若林区 - せんだい農業園芸センター、荒浜小学校震災遺構、鐘崎ベルファクトリー、仙台場外市場 杜の市場、陸奥国分寺
  - 太白区 - 秋保大滝、秋保温泉、仙台市八木山動物公園、磊々峡、仙台万華鏡美術館、富沢遺跡・地底の森ミュージアム、愛宕神社、八木山ベニーランド、秋保森林スポーツ公園、秋保工芸の里、三神峯公園、八木山てっぺんひろば、仙台市縄文の森広場、仙台市野草園、秋保の田植踊
  - 泉区 - 七北田公園、仙台泉プレミアム・アウトレット、スプリングバレー仙台泉、ユアテックスタジアム仙台、泉ヶ岳、宮城県図書館、天空のゆりガーデン
- 塩竈市 - 志波彦神社・鹽竈神社、塩釜水産物仲卸市場、マリンゲート塩釜、浦戸諸島、塩竈みなと祭
- 多賀城市 - 多賀城跡、東北歴史博物館、多賀城廃寺跡、多賀城跡あやめまつり
- 名取市 - イオンモール名取、仙台空港展望台、ゆりあげ港朝市、多賀神社、貞山運河、なとり夏まつり
- 岩沼市 - 金蛇水神社、竹駒神社、愛宕神社、阿武隈川、岩沼海浜緑地
- 富谷市 - 大亀山森林公園、榊流永代神楽、とみやブルーベリースイーツフェア、とみやマーチングフェスティバル、おもしぇがらきてけさin富谷
- 松島町 - 日本三景「松島」、円通院、国宝瑞巌寺、五大堂、みちのく伊達政宗歴史館、松島日帰り天然温泉・お食事処 芭蕉の湯、藤田喬平ガラス美術館、福浦島自然植物公園、西行戻しの松公園、ザ・ミュージアムMATSUSHIMA、愛宕神社、松島ハーフマラソン大会
- 七ヶ浜町 - 多聞山（松島四大観の1つ。「偉観」）、菖蒲田海水浴場
- 利府町 - 宮城県総合運動公園、加瀬沼公園、館山公園（利府城址）、新幹線総合車両センター
- 大和町 - 天皇寺、ベルサンピアみやぎ泉、七ツ森湖畔公園、まほろば夏まつり
- 大郷町 - 道の駅おおさと、支倉常長メモリアルパーク
- 大衡村 - 万葉クリエートパーク、牛野ダム、大衡村ふるさと美術館
- 亘理町 - 鳥の海ふれあい市場、大雄寺、亘理公園、大塚古墳、わたり温泉 鳥の海、鳥の海
- 山元町 - 八重垣神社

- 瑞鳳殿
- 秋保温泉と磊々峡
- 竹駒神社
- 鳥の海

### 仙南圏
- 白石市 - 宮城蔵王キツネ村、白石城、鎌先温泉、飛不動尊、みやぎ蔵王白石スキー場、神明社、材木岩公園、スパッシュランドパーク、水芭蕉の森、全日本こけしコンクール
- 角田市 - 諏訪神社、角田市スペースタワー・コスモハウス、高蔵寺阿弥陀堂（重文）、かくだ菜の花まつり
- 蔵王町 - 蔵王連峰（御釜、刈田岳、五色岳など）、遠刈田温泉、蔵王ハートランド、蔵王エコーライン、蔵王酪農センター、三階の滝、不動滝、白山神社、みやぎ蔵王こけし館、みやぎ蔵王えぼしリゾート、愛宕神社、日吉神社、すみかわスノーパーク
- 七ヶ宿町 - 滑津大滝、道の駅七ヶ宿、羽州街道
- 大河原町 - とんとんの丘もちぶた館、一目千本桜
- 村田町 - 道の駅村田、スポーツランドSUGO、村田の街並み
- 柴田町 - 船岡城址公園、しばた千桜橋、大光院
- 川崎町 - 新東北笹谷渓流つり、国営みちのく杜の湖畔公園、青根温泉、エコキャンプみちのく、釜房ダム（釜房湖）、蔵王連峰
- 丸森町 - 阿武隈渓谷県立自然公園、蔵の郷土館齋理屋敷

- 鎌先温泉
- 蔵王連峰と一目千本桜
- 高蔵寺阿弥陀堂

### 石巻圏
- 石巻市 - 道の駅上品の郷、金華山、石ノ森萬画館、旭山、日和山、御番所公園、神割崎、石巻マンガロード、釣石神社、鹿島御児神社、宮城県慶長使節船ミュージアム、北上川、田代島、石巻漁港、網地島、石巻川開き祭り、いしのまき復興マラソン、雄勝法印神楽
- 東松島市 - 奥松島の大高森（松島四大観の1つ「壮観」）と嵯峨渓、空の駅、松島基地、野蒜築港、青い鯉のぼりプロジェクト
- 女川町 - シーパルピア女川、出島、女川温泉ゆぽっぽ、女川原子力PRセンター

- 金華山 （三陸復興国立公園）
- 嵯峨渓

### 大崎圏
- 大崎市 - あ・ら・伊達な道の駅、鳴子温泉郷、鳴子峡、鬼首間欠泉、有備館、感覚ミュージアム、岩下こけし資料館、鳴子ダム、日枝神社 (大崎市田尻大貫)、日本こけし館、名勝潟沼、安国寺、吹上高原キャンプ場、オニコウベスキー場、大崎八幡神社、道の駅三本木、加護坊山、天性寺、ひまわりの丘、化女沼、加護坊桜まつり、古川まつり
- 色麻町 - 伊達神社
- 加美町 - やくらい薬師の湯、薬萊山、やくらいコテージ、やくらいガーデン、ドラゴンカヌー大会
- 涌谷町 - わくや天平の湯、涌谷城跡（城山公園）、東北輓馬競技大会
- 美里町 - 山神社、活き生き田園フェスティバル

- 加護坊山
- 鳴子温泉郷
- 薬萊山
- 涌谷城跡

### 気仙沼・本吉圏
- 気仙沼市 - 気仙沼 「海の市」、気仙沼お魚いちば、道の駅大谷海岸、唐桑半島（巨釜半造、御崎など）、気仙沼市魚市場、シャークミュージアム、大島、リアス・アーク美術館、岩井崎、気仙沼湾、氷の水族館、鯨塚、浮見堂、お伊勢浜海水浴場、千田家住宅(登録有形文化財)、気仙沼サンマフェスティバル
- 南三陸町 - 南三陸さんさん商店街、須賀神社、大雄寺、東山公園、神割崎

- 巨釜
- 半造
- 御崎
- 千田家住宅・主屋

### 登米圏
- 登米市 - みやぎの明治村（旧登米警察署庁舎、旧登米高等尋常小学校校舎、旧水沢県庁庁舎など）、内沼、長沼フートピア公園、伊豆沼、石ノ森章太郎ふるさと記念館、北上川、チャチャワールドいしこし、道の駅津山、道の駅みなみかた、三滝堂ふれあい公園、横山不動尊、みなみかた千本桜、長沼ダム、平筒沼ふれあい公園桜まつり、米川の水かぶり、日本一はっとフェスティバル、YOSAKOI&ねぷたinとよさと、みなみかた花菖蒲まつり、佐沼夏まつり、まめからさん祭り

- 旧登米高等尋常小学校校舎
- 水沢県庁記念館
- 長沼フートピア公園

### 栗原圏
- 栗原市 - 栗駒山、金成温泉、細倉マインパーク、平野神社、道の駅路田里はなやま、伊豆沼、白山神社 (栗原市金成小迫)、善光寺、いこいの森、七清水（桂葉清水など）、世界谷地原生花園、つきだて七夕まつり、くりはら万葉祭、山王史跡公園あやめ祭り、くりでんレールバイク乗車会、くりこま山車まつり

- 世界谷地原生花園
- 伊豆沼